# 阿格格

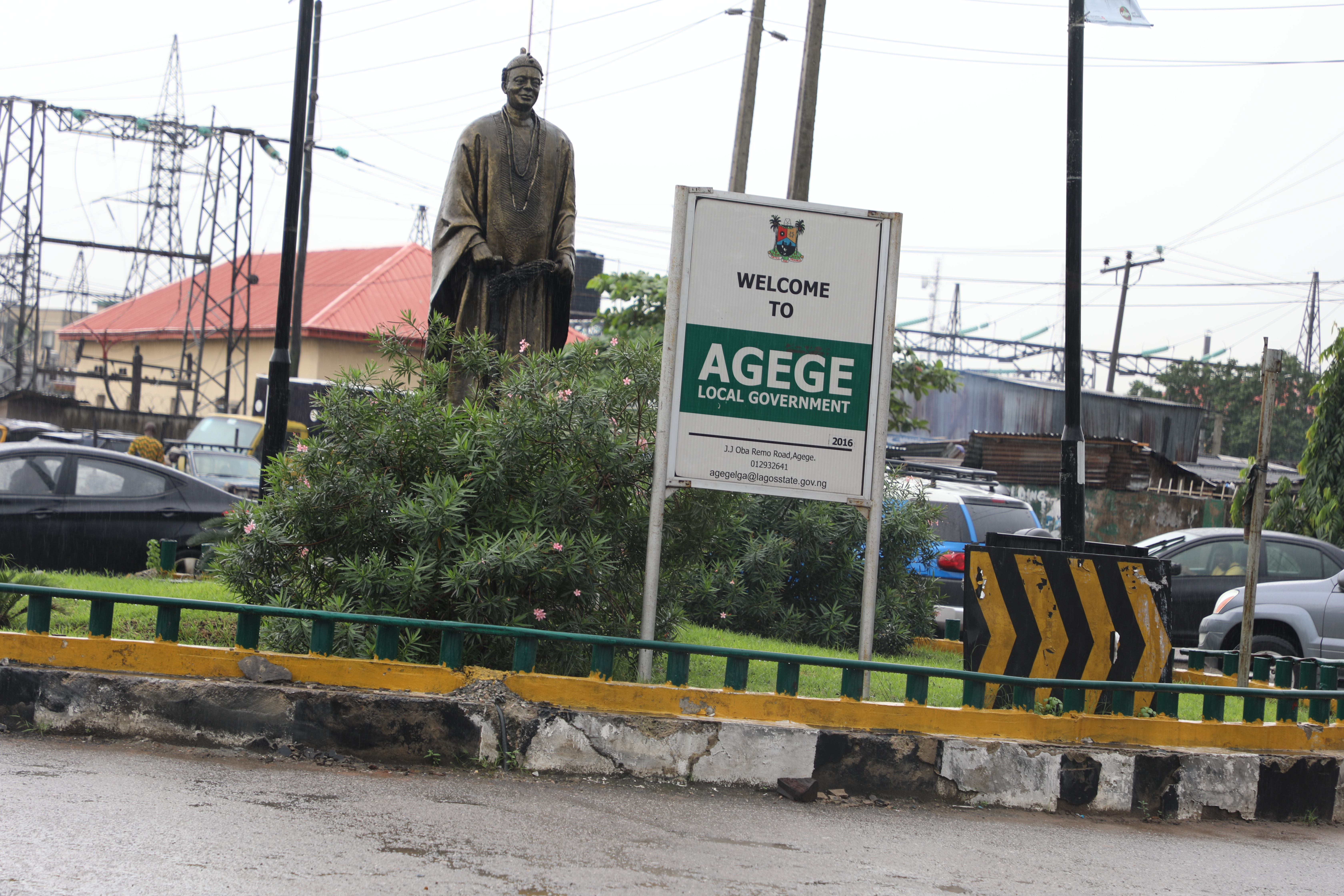

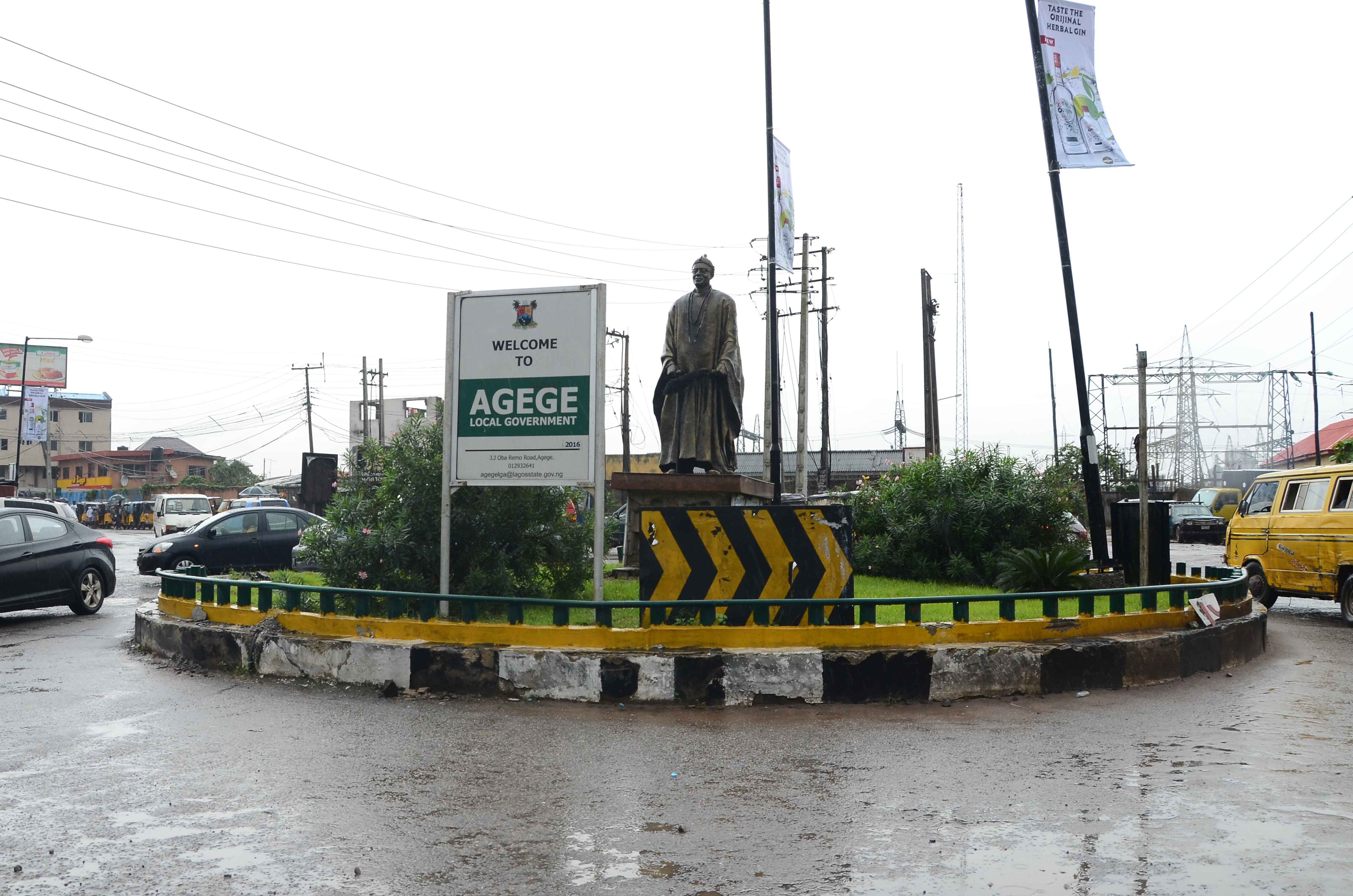
Oba Akran 雕像

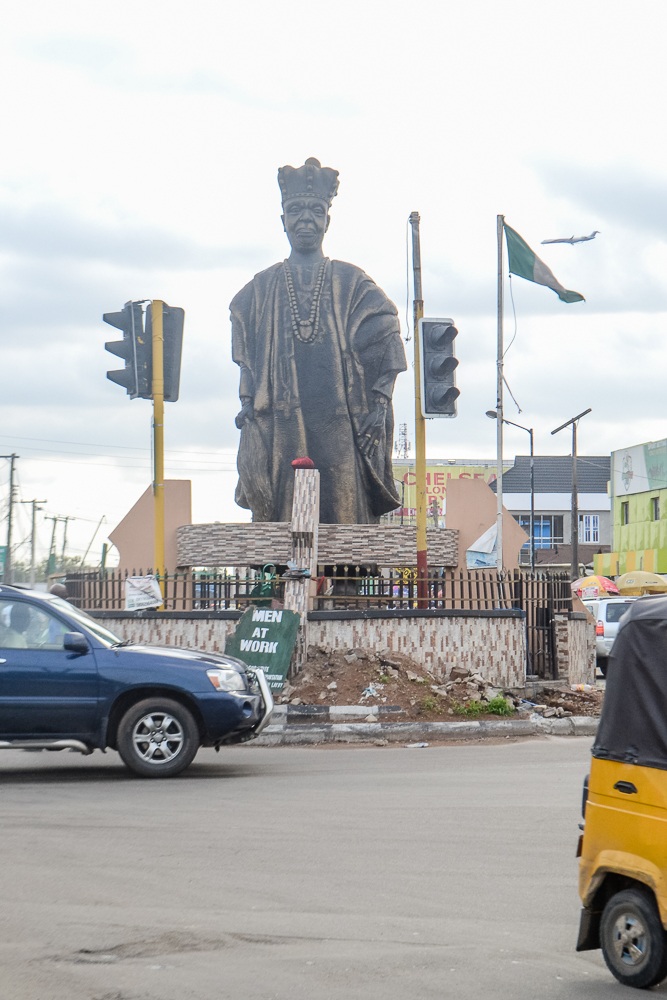
大叶阿格格雕像

阿格格是尼日利亚拉各斯的一个郊区性地方政府区域。

## 词源
在阿格格的可兰果种植园开始蓬勃发展的时候，它就吸引了大量人员定居。阿格格发展迅速，成为可兰果贸易的中心。该地区吸引了来自不同背景以及不同兴趣的人，例如劳工，而其中大部分是豪萨人。每当约鲁巴人需要劳动力从事砍伐树木等工作时，他们就会雇佣豪萨人。因为从事这项工作，豪萨人居住的地区被命名为“Ilu Awon Ageigi”，意为“砍树者之城”，而Agege 这个名字正是由 Ageigi 一词演变而成的。 

## 经济
Dasab航空公司将它的其拉各斯办事处设在阿格格。

## 民族
阿格格是一个多民族区域，其中Awori是土著居民，其居民基本上是约鲁巴人，非约鲁巴人很少。

## 事件
2012年6月3日，丹纳航空公司992号航班在试图降落穆塔拉·穆罕默德国际机场时撞上阿格格的居民楼，机上153人全部遇难，地面10人受伤。

## 教育
拉各斯州立大学的一个校区坐落于此。
国家青年服务团永久训练营地位于该区的Iyana Ipaja路。

## 图集

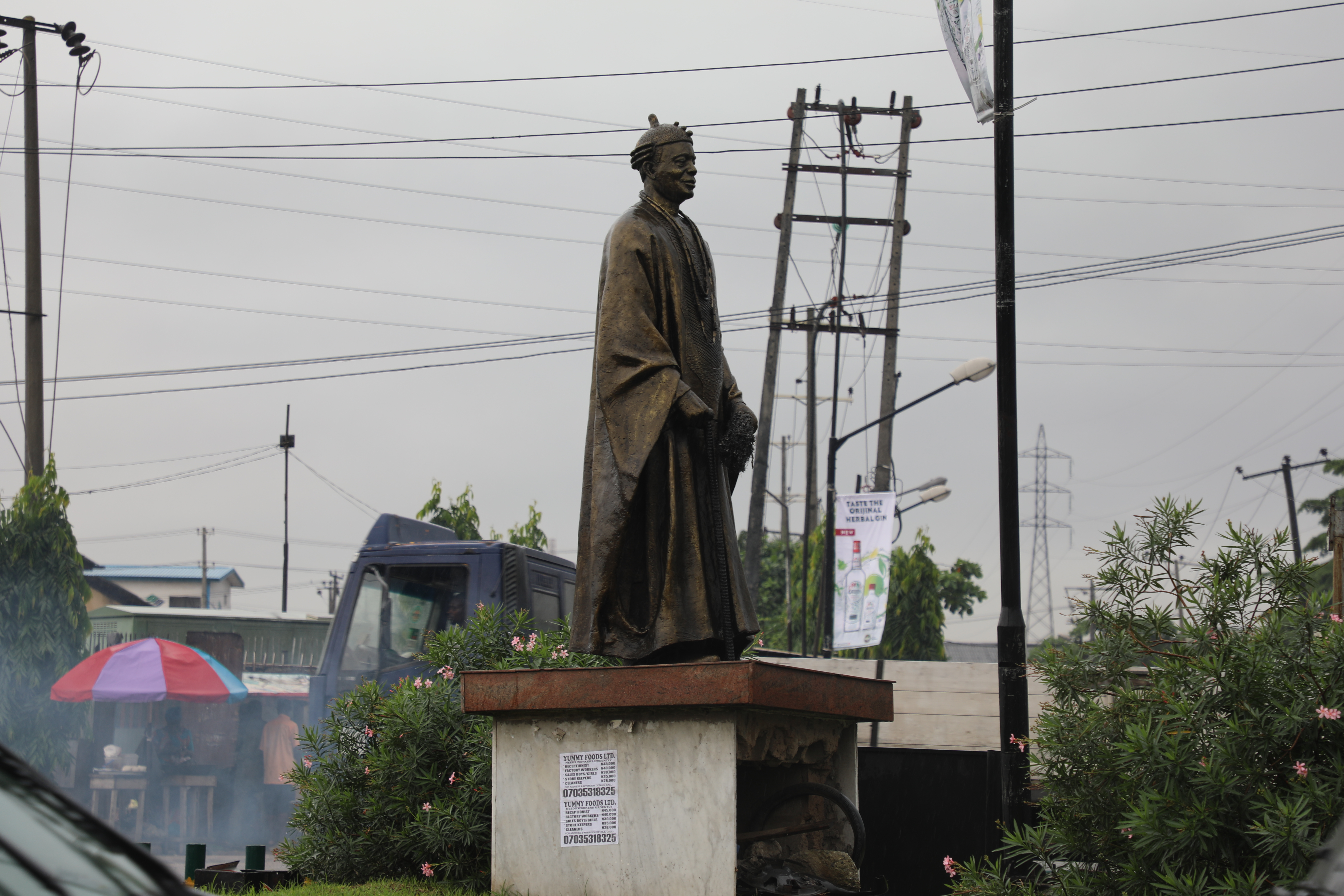
奥巴阿克兰环岛
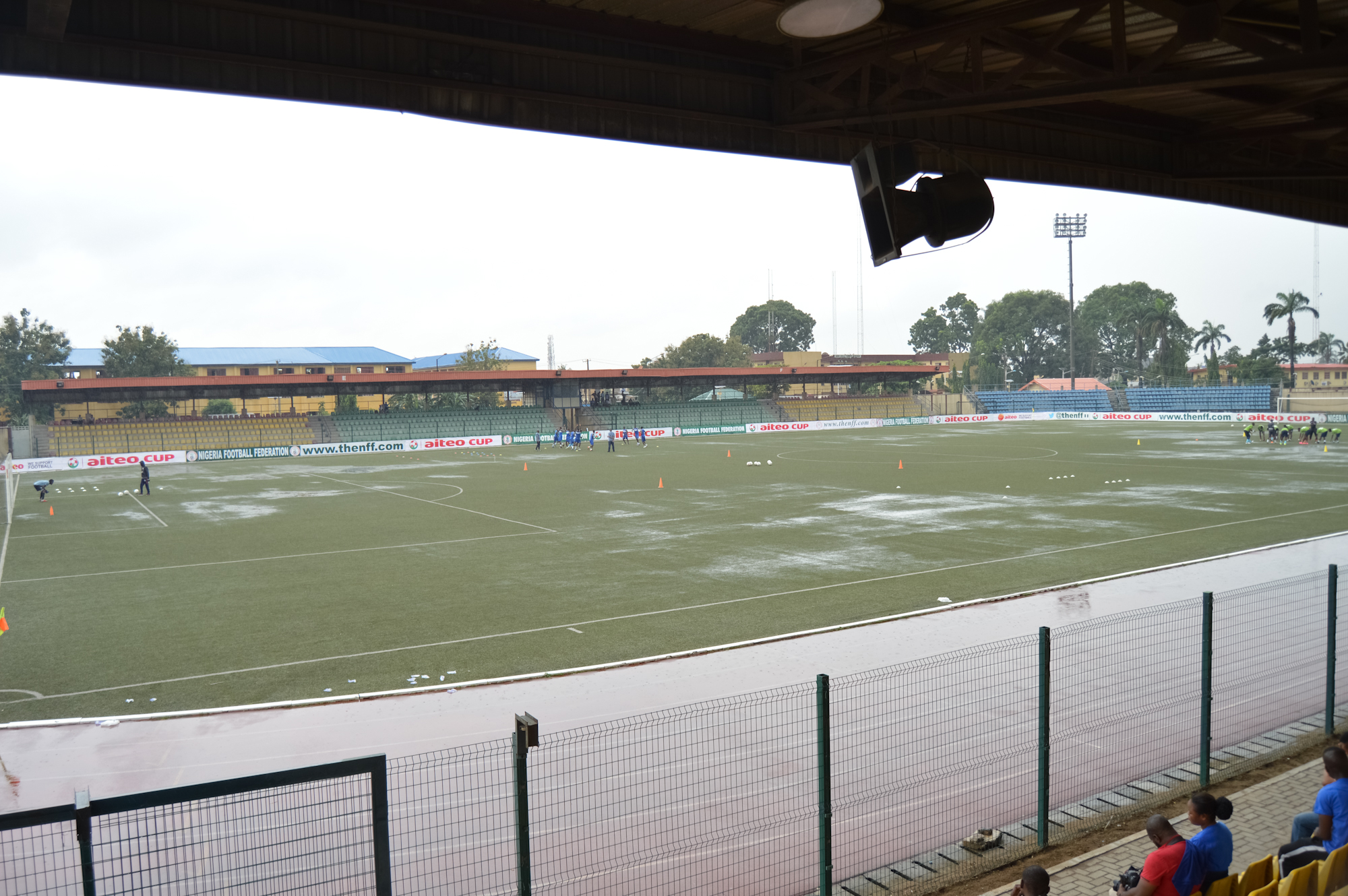
阿格格体育场
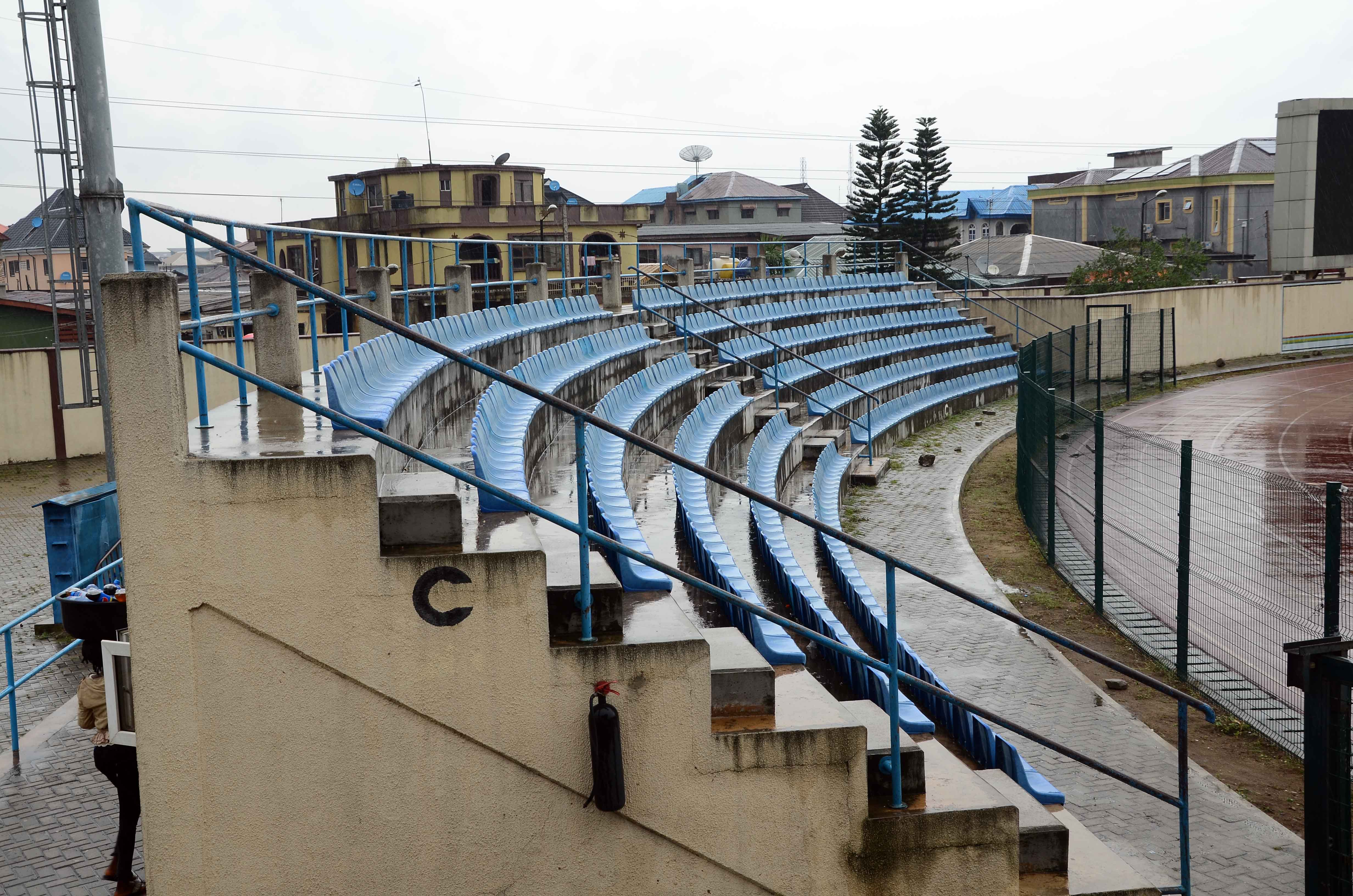
阿格格体育场
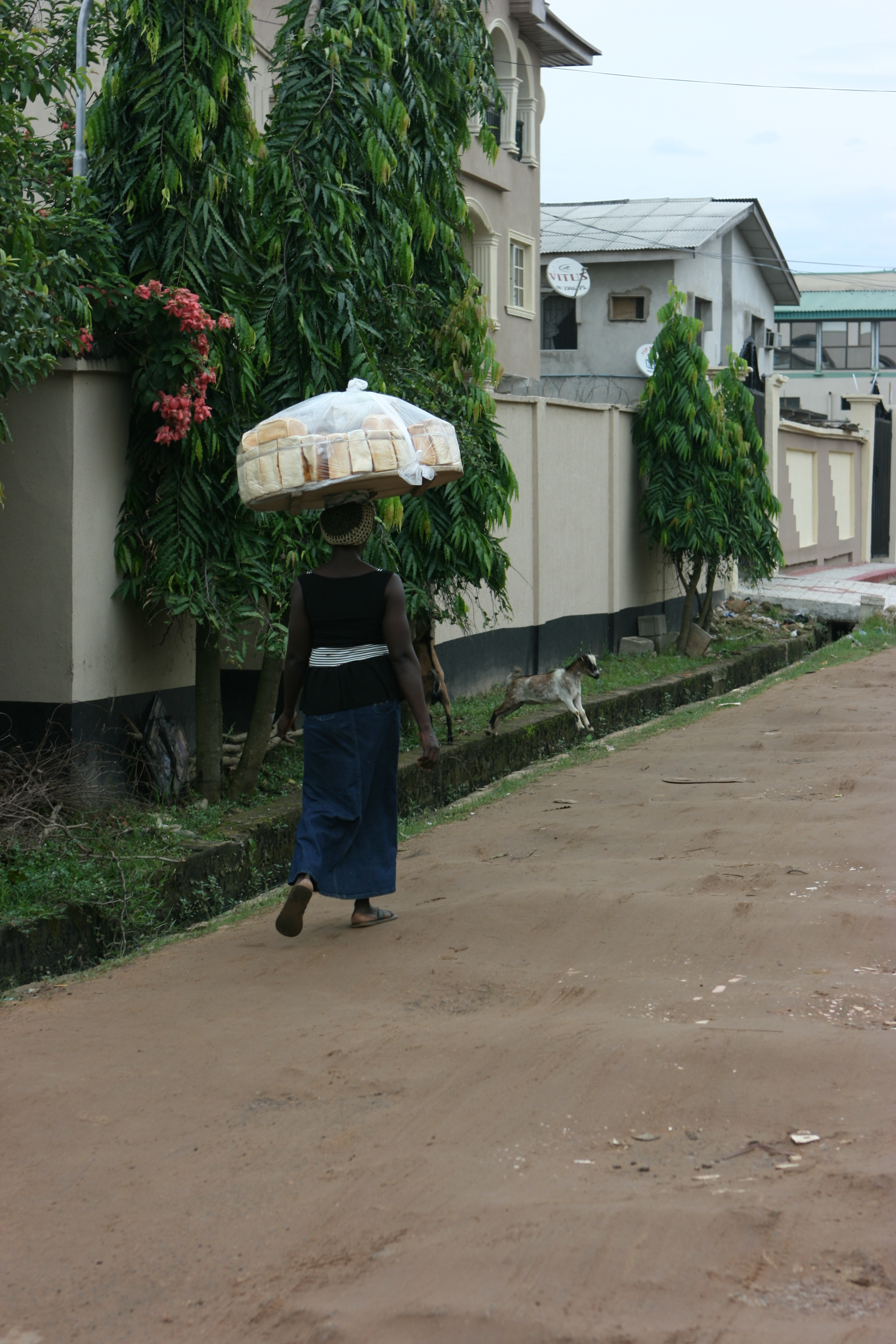
一个卖面包的人
- 一个社区
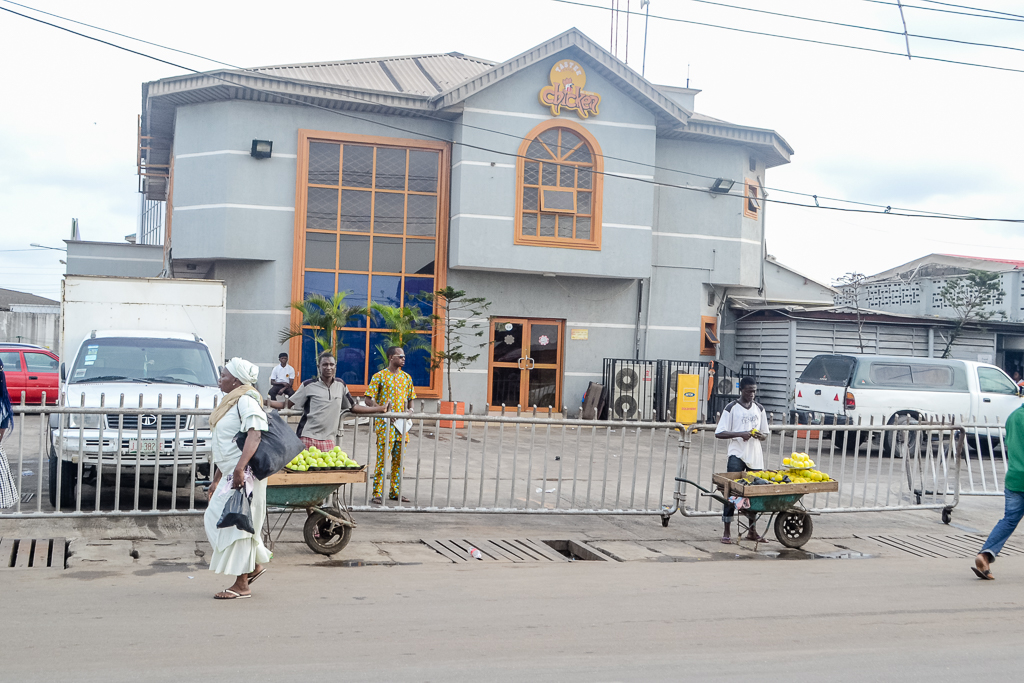
一家餐厅